# Caswell (Maine)
Caswell – miasto w Stanach Zjednoczonych, w stanie Maine, w hrabstwie Aroostook.